# Städtebrief
Der Städtebrief war ein Privilegienbrief des Herzöge Bernhard und Heinrich aus dem Jahr 1392 und war an die Städte im Fürstentum Lüneburg gerichtet. Er entstand im Rahmen der Verhandlungen zur Lüneburger Sate und enthält eine detaillierte Darstellung der Rechte und Pflichten der Städte im Fürstentum Lüneburg.

## Vorgeschichte
Nachdem Wilhelm II. von Lüneburg 1369 ohne männliche Nachkommen starb, erlosch das ältere Haus Lüneburg. Entsprechend den welfischen Hausgesetzen und dem Wunsch Wilhelms wäre Herzog Magnus II. Torquatus von Braunschweig erbberechtigt gewesen. Kaiser Karl IV. betrachtete das Reichslehen jedoch als ans Reich zurückgefallen und belehnte Albrecht von Sachsen-Wittenberg und dessen Onkel Wenzel mit dem Fürstentum, wodurch der Lüneburger Erbfolgekrieg ausgelöst wurde. Erst nach der Schlacht von Winsen im Jahre 1388, bei dem Wenzel sein Leben ließ, verzichteten die Wittenberger auf ihre Ansprüche, und das Fürstentum war endgültig den Welfen gesichert.
Der Lüneburger Erbfolgekrieg hatte im Fürstentum zu einer großen Machtfülle der Landstände geführt. Um sich die Unterstützung der Städte und des niederen Adels zu sichern, waren sowohl die Welfen als auch die Askanier gezwungen, den Landständen umfassende Privilegien zuzusichern und ihnen zahlreiche Gerechtigkeiten und Burgen zu verpfänden. Die Celler Herzöge waren zwar siegreich aus dem Konflikt hervorgegangen, standen dadurch aber vor massiven finanziellen Problemen. Als die Herzöge 1392 mit einer neuerlichen Finanzbitte an die Stadt Lüneburg herantraten, kam es als Gegenleistung für einen Kredit in Höhe von 50.000 Mark löt zum Abschluss eines umfangreichen Vertragswerkes, der Lüneburger Sate, in dem den Ständen in drei Briefen, dem Städtebrief, dem Gemeinebrief und dem Prälatenbrief, zahlreiche Privilegien bestätigt wurden und die Herzöge sich der Gerichtsamkeit eines von den Ständen gebildeten Gremiums unterwarfen.

## Inhalt
Der Städtebrief richtet sich an die Städte Lüneburg, Hannover, Uelzen, Lüchow, Dannenberg, Celle, Neustadt, Pattensen, Münder, Eldagsen, Springe und die Weichbilde Winsen, Harburg, Bleckede, Dahlenburg, Hitzacker und Rethem und gliedert sich in 14 Artikel.
In Artikel 1 wird der Wille der Herzöge zum Ausdruck gebracht, den Städten Schutz gegen gewaltsame Übergriffe zu leisten und ihnen ein Leben in Frieden zu ermöglichen. Dem schließt sich in den Artikeln 2 bis 13 eine genaue Darstellung der Rechte und Pflichten der Städte bzw. der Landesherrschaft an. So bestätigen die Herzöge alle den Städten in der Vergangenheit gemachten Privilegien und bekennen, das Wohl der Städte fördern zu wollen. Weiter wird die städtische Gerichtsbarkeit bestätigt und zugesichert, nicht in Rechtsstreitigkeiten einzugreifen. Es werden Zuständigkeiten für den Wasserstraßenbau festgelegt, Regularien für die Vorgehensweise bei Verkehrsunfällen getroffen, Bestimmungen über den Bau von Mühlenwehren festgelegt und den Städten das Recht auf freien Import und Export von Waren zugesichert. In weiteren Artikeln wird auf das Recht der Stadt Lüneburg eingegangen, die Ilmenau auszubauen, sowie auf die Pflicht aller Kaufleute, bei Durchquerung des Fürstentums Lüneburg nicht zu umfahren, sondern Station in Lüneburg zu machen (Stapelrecht). Bezüglich der Stadtbefestigungen wird den Städten und Weichbilden das Recht zugesichert, alle für notwendig erachteten Befestigungen bauen zu dürfen. Abschließend geloben die Herzöge in Artikel 14 der Städtebriefes die Einhaltung der von ihnen gemachten Zusagen, und es werden Datum und Zeugen genannt.

## Rechtsgültigkeit
Der Städtebrief behielt seine Rechtsgültigkeit unabhängig vom Fortbestand der Lüneburger Sate und wurde in den folgenden Jahrzehnten mehrfach durch die Landesherrschaft bestätigt. 1447 und 1460 wurde Erlasse der Celler Herzöge explizit mit dem Städtebrief begründet, 1497 bestätigte Heinrich der Mittlere den Fortbestand der Privilegien. 1517 erfolgte durch ihn eine weitere Bestätigung, verbunden mit der Einschränkung, dass der Städtebrief nur noch für die Stadt Lüneburg gelten würde. Zum Anlass der Huldigung von Heinrich der Mittlere durch die Stadt Lüneburg im Jahr 1520 erfolgte eine letztmalige herzogliche Bestätigung der Privilegien. Erst durch einen im Jahr 1562 ausgehandelter Vertrag zwischen den Herzögen Wilhelm und Heinrich und der Stadt Lüneburg, in dem wesentliche Privilegien des Städtebriefes außer Kraft gesetzt wurden, verlor der Städtebrief seine Bedeutung.

## Überlieferung
Vom Städtebrief sind sieben Originaldokumente erhalten. Zeitgenössische Abschriften befinden sich im Privilegienbuch der Stadt Lüneburg und im Lüneburger Satebuch. Publiziert wurde der Städtebrief  erstmals im 18. Jahrhundert.  